# Badly Drawn Boy

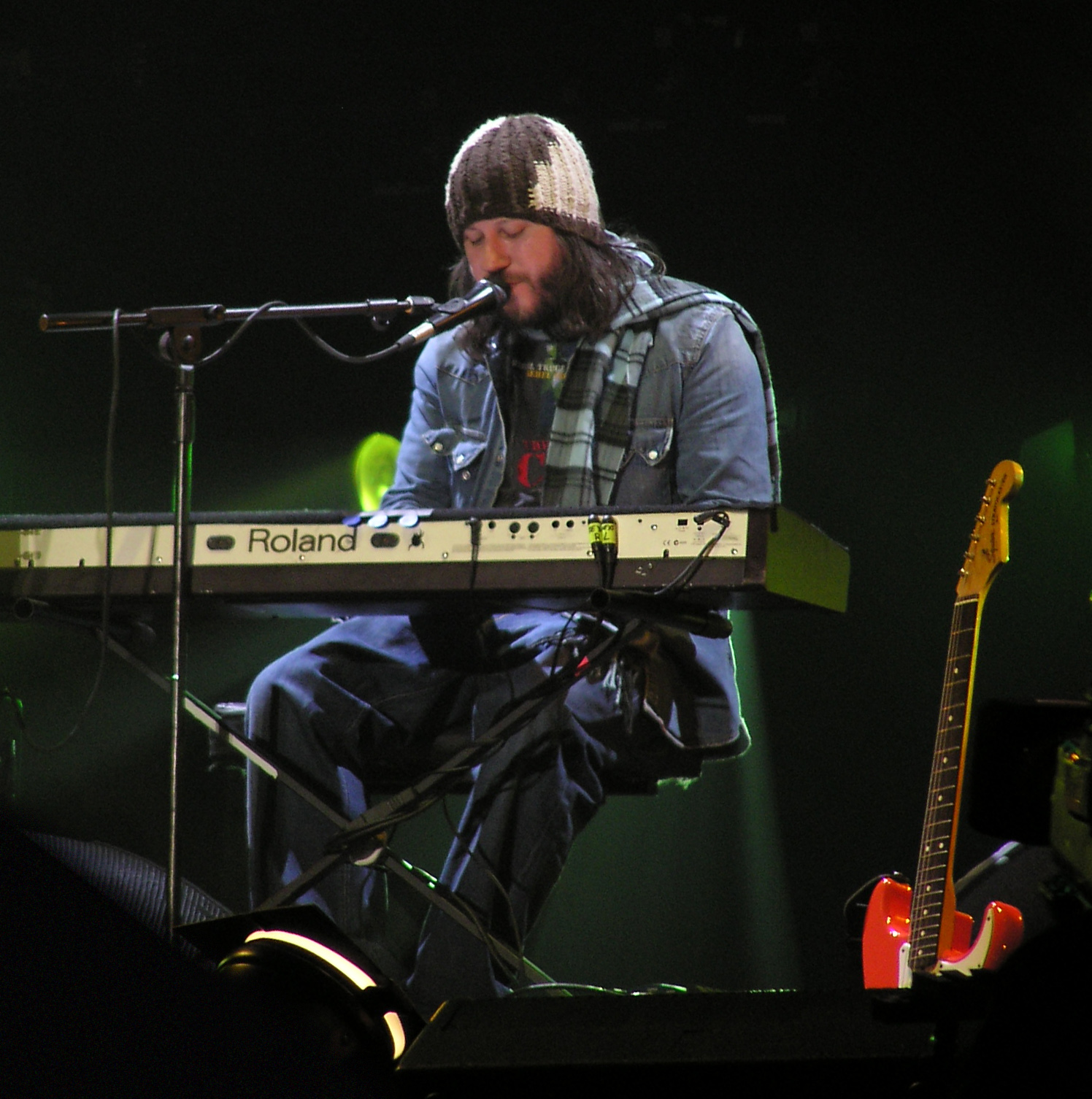
Badly Drawn Boy bei einem Konzert in Cardiff (2005)

Badly Drawn Boy (* 2. Oktober 1969 in Manchester, England als Damon Michael Gough) ist ein britischer Musiker und Songwriter, der eine Folk/Pop-Mischung spielt.
Sein Künstlername stammt von einer Figur aus der Zeichentrickserie Jamie and His Magic Ball. Diese Serie hatte er 1995 während einer Party in Trafford, Manchester im Fernsehen gesehen.

## Biografie
Zusammen mit Andy Votel gründete Gough das Plattenlabel Twisted Nerve Records. In den Jahren 1997 und 1998 veröffentlichte er darauf drei EPs in kleinen Stückzahlen, bevor er zu XL Recordings wechselte. Dort erschienen weitere EPs bzw. Singles von ihm, denen im Jahr 2000 das Debütalbum The Hour of Bewilderbeast folgte. 
Nach einer kurzen Pause schrieb er den Score zur Nick-Hornby-Verfilmung About a Boy oder: Der Tag der toten Ente, aus dem drei Singles erwuchsen. 

## Diskografie

### Studioalben
| Jahr | Titel                                                  | Höchstplatzierung, Gesamtwochen, AuszeichnungChartplatzierungen (Jahr, Titel, Platzierungen, Wochen, Auszeichnungen, Anmerkungen) | Höchstplatzierung, Gesamtwochen, AuszeichnungChartplatzierungen (Jahr, Titel, Platzierungen, Wochen, Auszeichnungen, Anmerkungen) | Höchstplatzierung, Gesamtwochen, AuszeichnungChartplatzierungen (Jahr, Titel, Platzierungen, Wochen, Auszeichnungen, Anmerkungen) | Höchstplatzierung, Gesamtwochen, AuszeichnungChartplatzierungen (Jahr, Titel, Platzierungen, Wochen, Auszeichnungen, Anmerkungen) | Anmerkungen                             |
| Jahr | Titel                                                  | DE | AT | UK | US | Anmerkungen                             |
| ---- | ------------------------------------------------------ | --- | --- | --- | --- | --------------------------------------- |
| 2000 | The Hour of Bewilderbeast                              | — | — | UK13 Platin · (51 Wo.)UK | — | Erstveröffentlichung: 26. Juni 2000     |
| 2002 | About a Boy                                            | DE53 (6 Wo.)DE | AT51 (5 Wo.)AT | UK6 Platin · (20 Wo.)UK | US180 (2 Wo.)US | Erstveröffentlichung: 23. April 2002    |
| 2002 | Have You Fed the Fish?                                 | DE87 (1 Wo.)DE | — | UK10 Gold · (22 Wo.)UK | US135 (1 Wo.)US | Erstveröffentlichung: 5. November 2002  |
| 2004 | One Plus One Is One                                    | DE92 (1 Wo.)DE | — | UK9 Silber · (5 Wo.)UK | — | Erstveröffentlichung: 21. Juni 2004     |
| 2006 | Born in the U.K.                                       | — | — | UK17 Silber · (2 Wo.)UK | — | Erstveröffentlichung: 16. Oktober 2006  |
| 2019 | Is There Nothing We Could Do?                          | — | — | — | — | Erstveröffentlichung: 14. Dezember 2019 |
| 2010 | It’s What I’m Thinking Pt.1 – Photographing Snowflakes | — | — | UK63 (1 Wo.)UK | — | Erstveröffentlichung: 4. Oktober 2010   |
| 2012 | Being Flynn                                            | — | — | — | — | Erstveröffentlichung: 28. Februar 2012  |
| 2020 | Banana Skin Shoes                                      | — | — | UK34 (1 Wo.)UK | — | Erstveröffentlichung: 22. Mai 2020      |

### Kompilationen
- 1999: How Did I Get Here?

### EPs
- 1997: EP1
- 1998: EP2
- 1998: EP3
- 1999: It Came from the Ground
- 2002: The Guardian Presents Badly Drawn Boy
- 2007: BDB At The Britons Protection

### Singles
| Jahr | Titel Album                                       | Höchstplatzierung, Gesamtwochen, AuszeichnungChartsChartplatzierungen (Jahr, Titel, Album, Platzierungen, Wochen, Auszeichnungen, Anmerkungen) | Anmerkungen                          |
| Jahr | Titel Album                                       | UK | Anmerkungen                          |
| ---- | ------------------------------------------------- | --- | ------------------------------------ |
| 1999 | Once Around the Block The Hour of Bewilderbeast   | UK27 (4 Wo.)UK | Erstveröffentlichung: August 1999    |
| 2000 | Another Pearl The Hour of Bewilderbeast           | UK41 (2 Wo.)UK | Erstveröffentlichung: Juni 2000      |
| 2000 | Disillusion The Hour of Bewilderbeast             | UK26 (2 Wo.)UK | Erstveröffentlichung: September 2000 |
| 2001 | Pissing in the Wind The Hour of Bewilderbeast     | UK22 (2 Wo.)UK | Erstveröffentlichung: Mai 2001       |
| 2002 | Silent Sigh About a Boy                           | UK16 (7 Wo.)UK | Erstveröffentlichung: März 2002      |
| 2002 | Something to Talk About About a Boy               | UK28 (2 Wo.)UK | Erstveröffentlichung: Juni 2002      |
| 2002 | You Were Right Have You Fed the Fish?             | UK9 (3 Wo.)UK | Erstveröffentlichung: Oktober 2002   |
| 2003 | Born Again Have You Fed the Fish?                 | UK16 (3 Wo.)UK | Erstveröffentlichung: Januar 2003    |
| 2003 | All Possibilities Have You Fed the Fish?          | UK24 (2 Wo.)UK | Erstveröffentlichung: April 2003     |
| 2004 | Year of the Rat One Plus One Is One               | UK38 (2 Wo.)UK | Erstveröffentlichung: Juli 2004      |
| 2006 | Nothing’s Gonna Change Your Mind Born in the U.K. | UK38 (2 Wo.)UK | Erstveröffentlichung: Oktober 2006   |
| 2007 | A Journey from A to B Born in the U.K.            | UK78 (1 Wo.)UK | Erstveröffentlichung: März 2007      |